# Asociación Canadiense de Hispanistas

La Asociación Canadiense de Hispanistas (ACH), también denominada Association canadienne des hispanists (en francés) y Canadian Association of Hispanists (inglés), fundada en el año 1964 por iniciativa de los profesores Richard Pattee (Universidad Laval) y Geoffrey Stagg (Universidad de Toronto), consolidó una tradición que comenzó en 1853, con James Forneri, profesor de italiano y español en la Universidad de Toronto. El objetivo de la Asociación fue entonces, y sigue siendo, fomentar los estudios hispánicos en el Canadá y contribuir a la labor profesional de sus miembros.
La ACH organiza congresos anuales en diferentes puntos del país, con participación internacional, bajo el patrocinio de la Federación Canadiense de Humanidades y Ciencias Sociales (CFHSS). También existe un órgano de difusión titulado Revista Canadiense de Estudios Hispánicos, que es una sección dedicada a la publicación oficial de la asociación, fundada en 1976 por Mario Valdés, ayuda a la difusión de las investigaciones académicas más recientes.

## Presidentes
- 2024-2026 Wojciech Tokarz (St. Francis Xavier University)
- 2022-2024 Dan Russek (University of Victoria)
- 2020-2022 Yolanda Iglesias (University of Toronto)
- 2018-2020 Mario Boido (University of Waterloo)
- 2016-2018 Enrique Fernández (University of Manitoba)
- 2014-2016 Elizabeth Montes (University of Calgary)
- 2012-2014 Sonia Thon (Acadia University)
- 2010-2012 María José Giménez Micó (Dalhousie University)
- 2008-2010 Luis Torres (University of Calgary)
- 2006-2008 Emilia Inés Deffis (Université Laval)
- 2004-2006 José Antonio Giménez Micó (Concordia University)
- 2002-2004 María del Carmen Sillato (University of Waterloo)
- 2000-2002 Rita de Grandis (University of British Columbia)
- 1998-2000 Rosa María Sarabia (University of Toronto)
- 1996-1998 Marjorie Ratcliffe (University of Western Ontario)
- 1994-1996 Maryse Bertrand de Muñoz (Université de Montréal)
- 1992-1994 Rosa Garrido (Trent University)
- 1990-1992 Nigel Dennis (University of Ottawa)
- 1988-1990 Teresa Kirschner (Simon Fraser University)
- 1986-1988 Ignacio Chacoy Dabán (University of Toronto)
- 1984-1986 Louise Fothergill-Payne (University of Calgary)
- 1982-1984 Peter Bly (Queen's University)
- 1980-1982 Peter Bly (Queen's University)
- 1978-1980 Arsenio Pacheco (University of British Columbia)
- 1976-1978 Alfredo Hermenegildo (Université de Montréal)
- 1974-1976 Kurt L. Levy (University of Toronto)
- 1972-1974 Geoffrey Stagg (University of Toronto)
- 1970-1972 H. W. Hilborn (Queen's University)
- 1968-1970 J. H. Parker (University of Toronto)
- 1966-1968 Richard Pattee (Université Laval)
- 1964-1966 Geoffrey Stagg (University of Toronto)